# Saltsjögatan

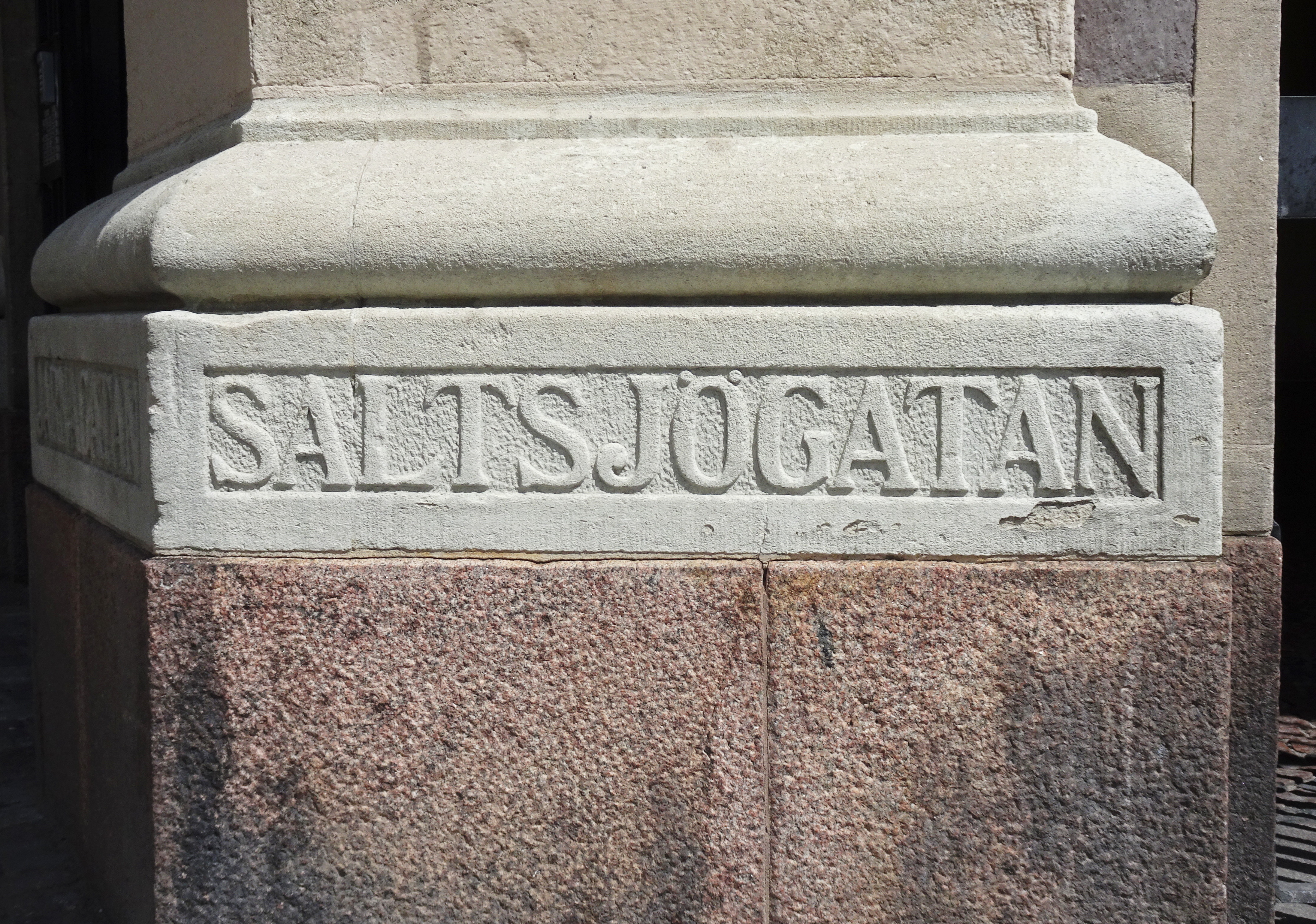
"Saltsjögatan" inhuggen på pilastern, fastigheten Väduren 10.

Saltsjögatan är en gata i centrala Södertälje som sträcker sig från Järnagatan i norr till Hertig Carls väg i söder. Norra delen är utformat som en plats kallad Saltsjötorget.

## Allmänt
I södra delen vid yttre Maren är bebyggelsen gles, här finns gästhamn och strandpromenad. I höjd med Marenbron och fram till Järnagaten ligger längs med gatans östra sida ett stråk med kulturhistoriskt intressanta byggnader, medan västra sidan huvudsakligen upptas av Stadsparken. 
Flera av byggnaderna är av Stockholms läns museum rödklassade vilket innebär att byggnaden klarar fordringar för byggnadsminnesförklaring enligt Kulturmiljölagen. Kulturminneslagen är den starkaste lag som finns i Sverige för skydd av kulturhistoriskt värdefull bebyggelse.

## Byggnader (urval)

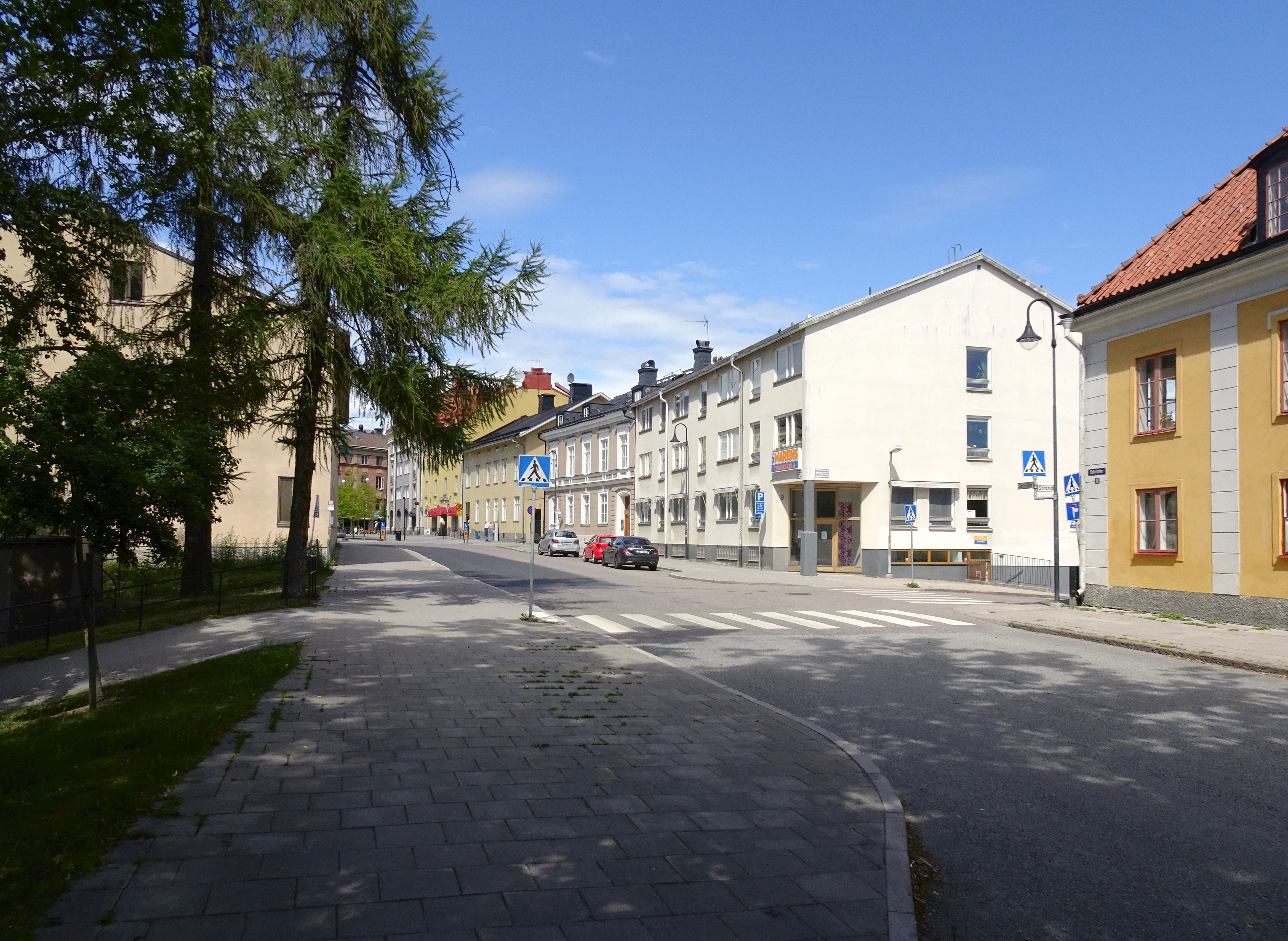
Saltsjögatan vy mot norr i höjd med Stadsparken, 2017.

- Väduren 10 (Järnagatan 5, Saltsjögatan 1, Strandgatan 6): Ett stort flerfamiljshus som uppfördes 1922 efter ritningar av Tore E:son Lindhberg.  I hörnet Järnagatan/Saltsjögatan ligger apoteket S:t Ragnhild. Enligt kommunen har fastigheten ett mycket stort arkitektoniskt och miljöskapande värde genom placeringen mellan Södertäljes paradgata, Järnagatan, och Strandgatan. Kulturhistorisk gradering: röd.

- Skytten 1 (Saltsjögatan 11): Ett exempel på en villa i två våningar utförd i 1920-talsklassicism; putsat med valmat tak och sexdelade fönster och med dekorationer som hörnkedjor, lisener och festonger. Mot trädgården finns en tillbyggnad som liknar Ornässtugan. Byggnaden är formgiven av Tore E:son Lindhberg som hade bostad och kontor här. Kulturhistorisk gradering: röd.

- Skytten 2 (Saltsjögatan 13): Troligen en av Södertäljes äldsta flerfamiljshus i trä. Byggnaden är uppförd 1854 i tidstypisk panelarkitektur. Enligt kommunen har byggnaden, med uthus och trädgård, ett stort arkitektoniskt och miljöskapande värde. Kulturhistorisk gradering: röd.

- Vattumannen 1 (Saltsjögatan 15): Villa uppförd på 1860-tal i panelarkitektur med liggande och stående panel och lövsågeridekorationer. Uthus och trädgård mot ligger mot Saltsjögatan. Villan genomgick en större ombyggnad 1907 efter ritningar av arkitektkontoret Cederström & Borg. Kulturhistorisk gradering: röd.

- Vattumannen 2 (Saltsjögatan 17): Byggnaden (även kallad "Borgmästarvillan" och "Huset Ingenting") utfördes 1922 i italiensk villastil efter ritningar av Tore E:son Lindhberg, som då ritade om en äldre byggnad för borgmästaren Jakob Petterssons räkning. Han bodde i huset i två omgångar men hela 59 år sammanlagt. Villan ligger på en hörntomt med uthus och stor trädgård och utsikt över Strandgatan och Maren. Kulturhistorisk gradering: röd.

## Bilder byggnader (urval)

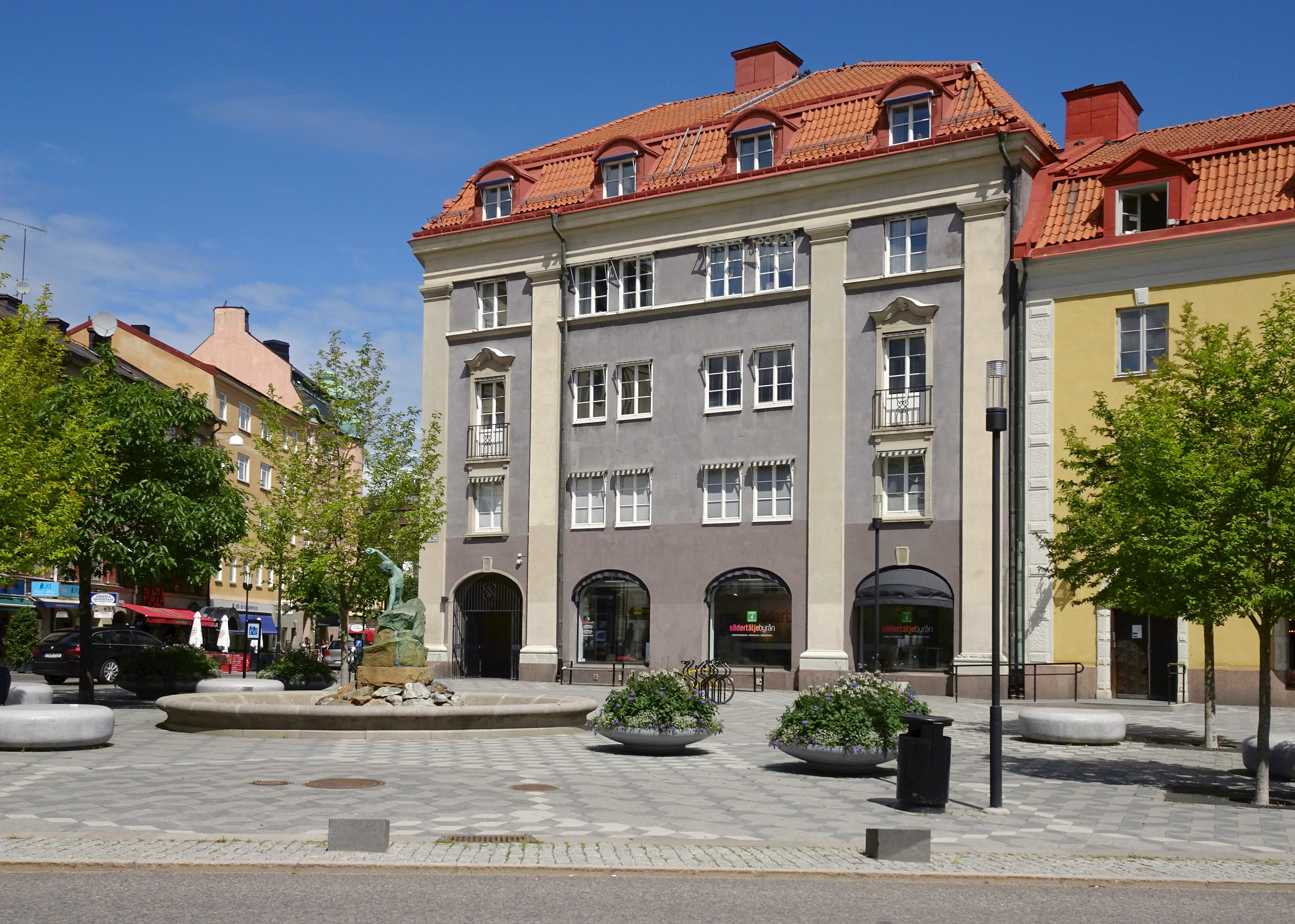
Fastigheten Väduren 10, Saltsjögatan 1.
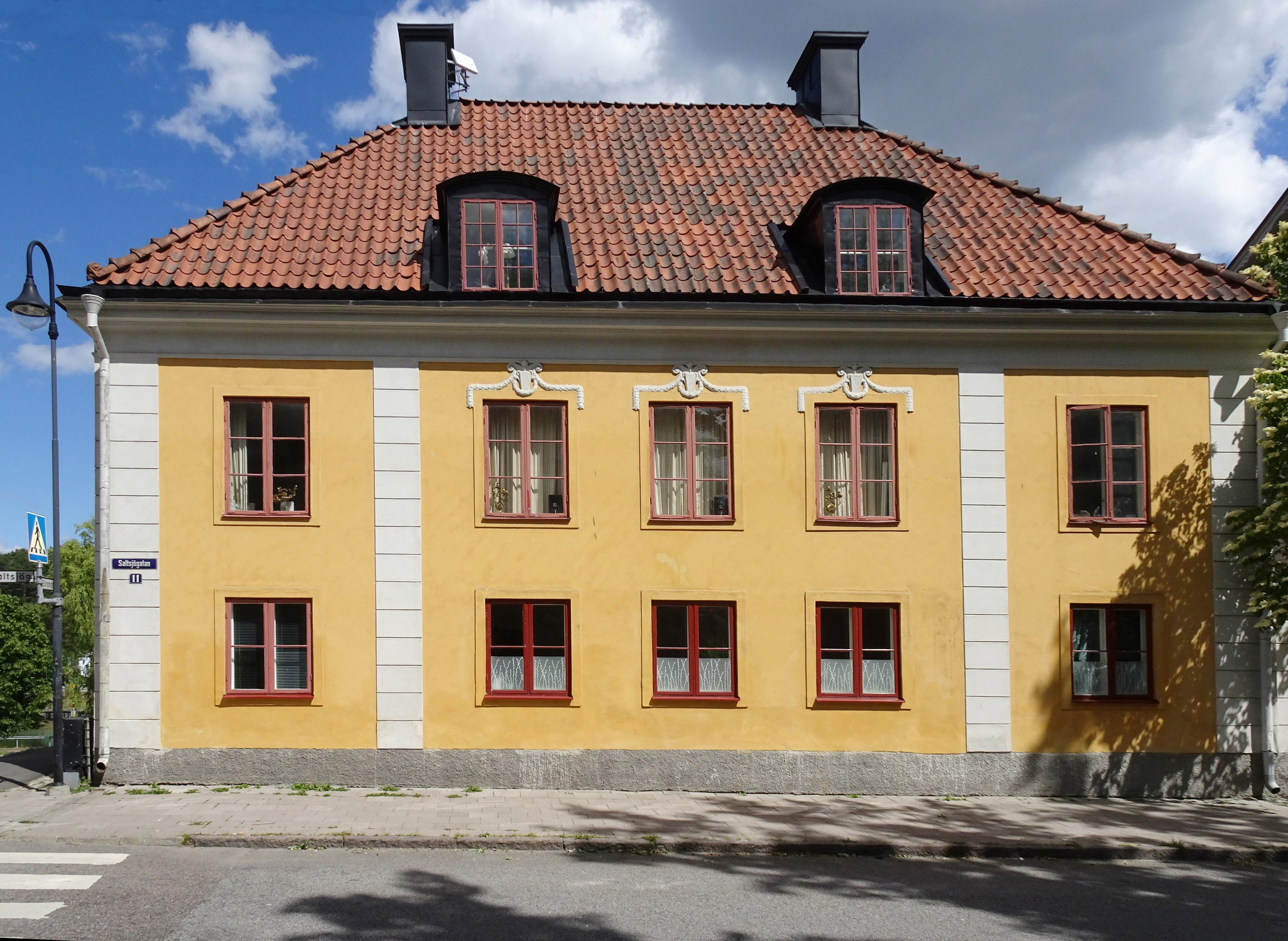
Fastigheten Skytten 1, Saltsjögatan 11.
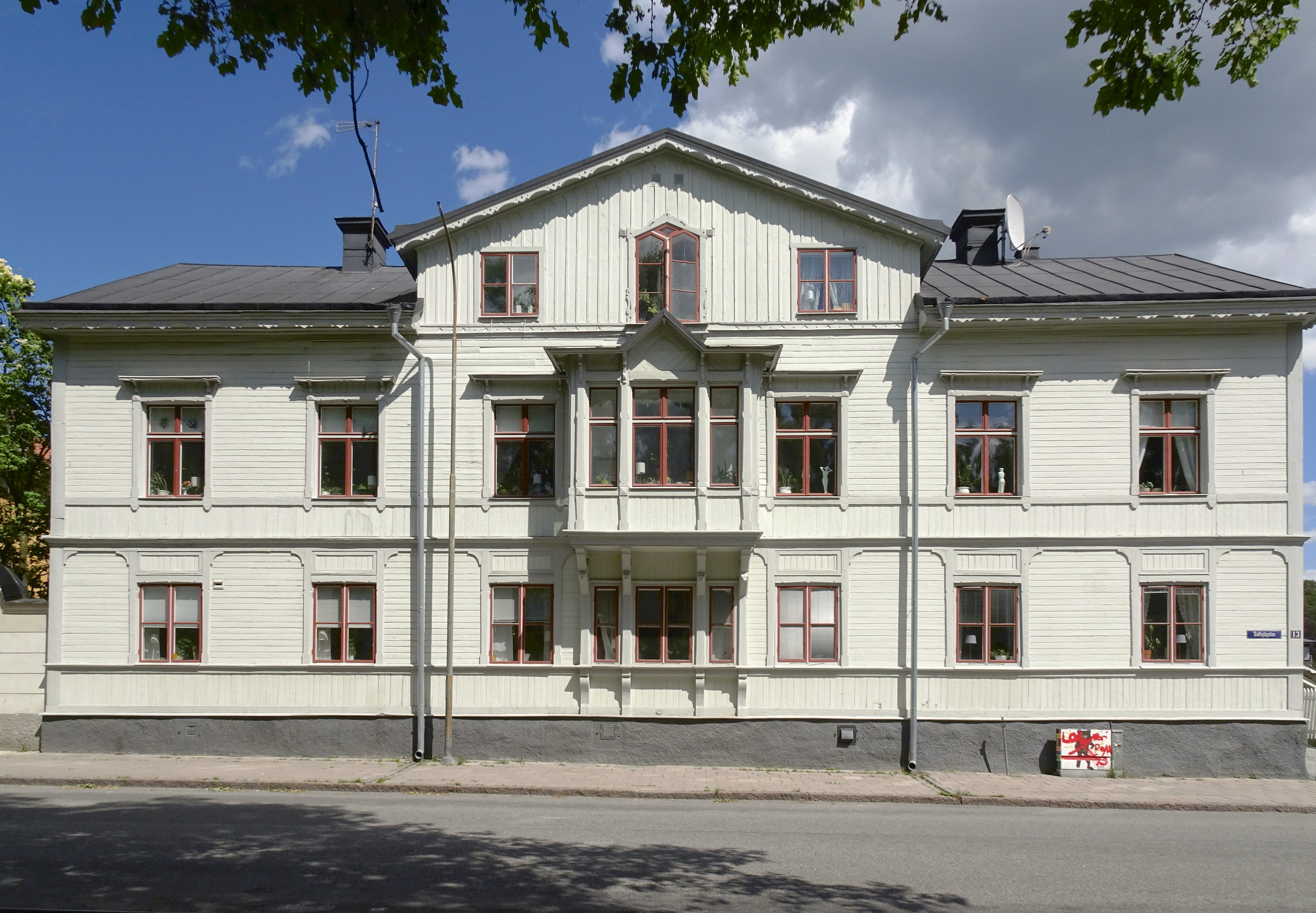
Fastigheten  Skytten 2, Saltsjögatan 13.
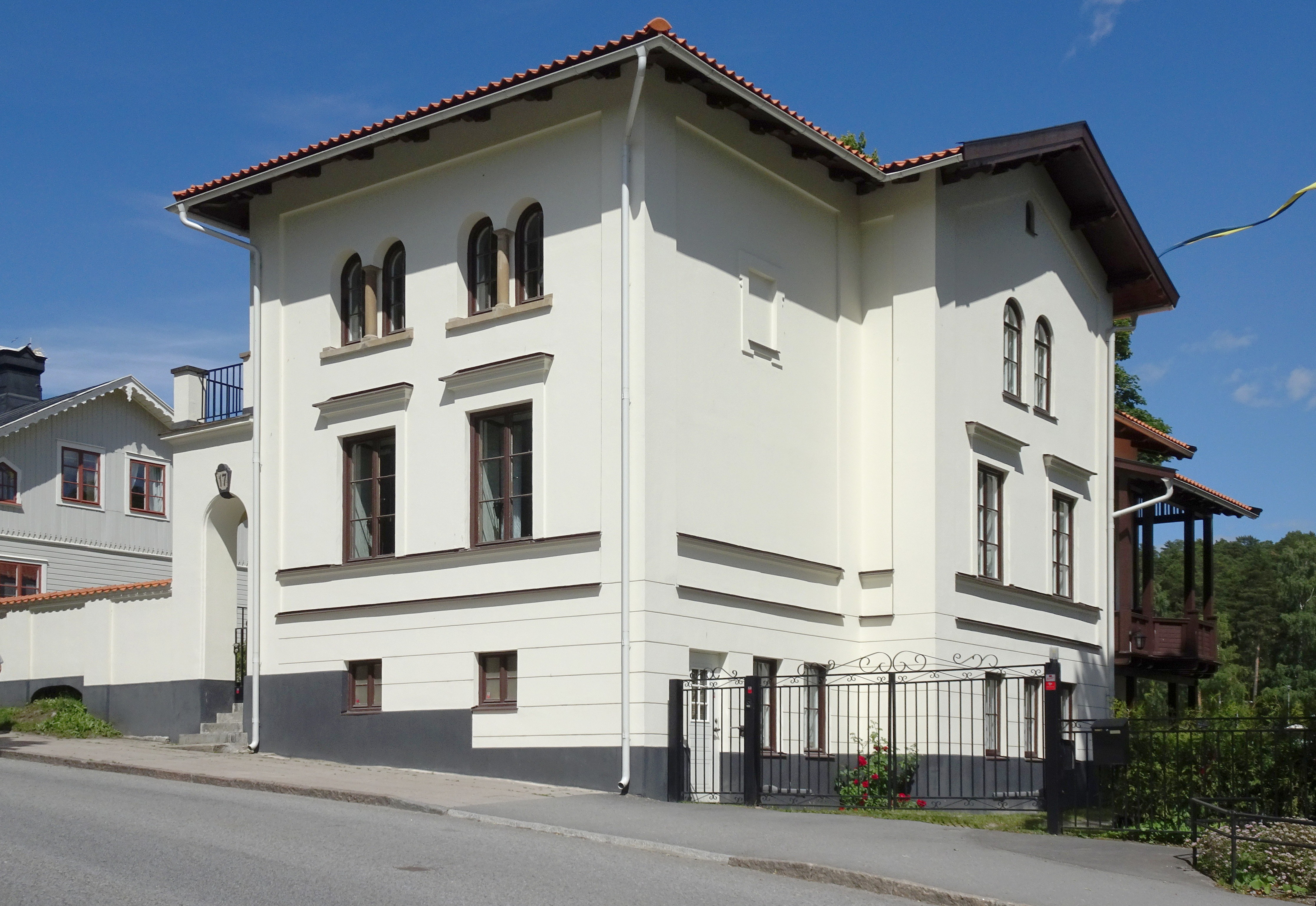
Fastigheten Vattumannen 2, Saltsjögatan 17.